# قاعة مشاهير إقليم بلزن
قاعة مشاهير إقليم بلزن هي جائزة يكرم بها إقليم بلزن في التشيك الشخصيات التي ولدت في أراضي المنطقة أو عاشت هنا لفترة طويلة أو عملت في المنطقة وتجاوزت نتائج عملهم حدود الدولة. في الوقت نفسه يجب أن يحتفل الشخص المزين بذكرى حياته في هذا العام. تأسست القاعة في عام 2006 من قبل حاكمة المنطقة آنذاك ميلادا إيميروفا، التي أرادت تكريم الشخصيات التي يمكن أن تكون قدوة للمقيمين الآخرين في المنطقة. ومع ذلك وفقًا لمصادر أخرى لم يتم إنشاء القاعة حتى عام 2008 عندما حلت محل جائزة الشجاعة المدنية التي منحها سابقًا الحاكم.